# Franz-Grillparzer-Preis
Der Grillparzer-Preis ist ein Literaturpreis, der 1872 zum 80. Geburtstag Franz Grillparzers von seiner Verlobten Katharina Fröhlich gestiftet wurde. Den Stiftungsbetrag erhielt nach dem Tod seiner Verlobten die Akademie der Wissenschaften in Wien.
Der Preis wurde bis 1971 jedes dritte Jahr für „das relativ beste deutsche dramatische Werk, das im Lauf der letzten 3 Jahre auf einer namhaften Bühne zur Aufführung gelangte und nicht schon vorher von anderer Seite durch einen Preis ausgezeichnet worden ist“ verliehen.

## Preisträger der Akademie der Wissenschaften 1875 – 1938
- 1875: Adolf von Wilbrandt für Gracchus der Volkstribun
- 1884: Ernst von Wildenbruch
- 1887: Ludwig Anzengruber für Heimg’funden
- 1890: Adolf von Wilbrandt
- 1893:
- 1896: Gerhart Hauptmann für Hanneles Himmelfahrt
- 1899: Gerhart Hauptmann für Fuhrmann Henschel
- 1902: Otto Erich Hartleben für Rosenmontag
- 1905: Gerhart Hauptmann für Der arme Heinrich
- 1908: Arthur Schnitzler für Zwischenspiel
- 1911: Karl Schönherr
- 1914:
- 1917: Karl Schönherr
- 1920: Karl Schönherr für Kindertragödie
- 1923: Fritz von Unruh
- 1926: Franz Werfel
- 1929: Max Mell
- 1932:
- 1935: Josef Wenter
- 1938: Franz Theodor Csokor

In den Jahren 1878, 1881 und 1893 wurde der Preis nicht vergeben. Im Jahr 1914 wurde Arthur Schnitzler mit seinem Stück Professor Bernhardi vorgeschlagen. Die Preisverleihung soll aber vom Philosophen Friedrich Jodl verhindert worden sein.

## Grillparzer-Preis der Stadt Wien in den Jahren des Nationalsozialismus
Die Verleihung erfolgte (ab 1942) am 15. Jänner, dem Geburtstag Grillparzers, und wurde durch den Gauleiter und Reichsstatthalter des Reichsgaues Wien Baldur von Schirach vorgenommen.
Dem ausgezeichneten Künstler wurde außerdem eine Dotierung von 10.000 Reichsmark zuteil.
Die Jury bestand aus höchstens – vom Reichsstatthalter bestellten – acht Personen. Ihr gehörte der persönliche Kulturreferent des Reichstatthalters an; der Leiter des Kulturamtes der Stadt Wien führte den Vorsitz.
- 1940 Max Mell
- 1941 Ina Seidel
- 1942 Emil Strauß
- 1943 Mirko Jelusich, Josef Weinheber und Josef Wenter für sein Lebenswerk
- 1944 Erwin Guido Kolbenheyer

## Preisträger der Akademie der Wissenschaften 1947 – 1971
- 1947: Rudolf Holzer
- 1950:
- 1953: Rudolf Bayr
- 1956: Fritz Hochwälder
- 1959:
- 1962: Richard Billinger
- 1965: Felix Braun für Orpheus
- 1968: Friedrich Dürrenmatt für Der Besuch der alten Dame
- 1971: Thomas Bernhard für Ein Fest für Boris

Im Jahr 1968 sollten ursprünglich Die Physiker von Friedrich Dürrenmatt ausgezeichnet werden, doch wurde auf Drängen der Akademie die Auszeichnung auf das weniger wissenschaftskritische Werk Besuch der alten Dame abgeändert.

## Grillparzer-Preis ab 1990
Im Sommer 1990 wurde das Verschwinden des Grillparzer-Preises vom Kulturpublizisten Christian Michelides publik gemacht. Es formierte sich daraufhin ein Komitee zur Rettung des Grillparzer-Preises, welches die Österreichische Akademie der Wissenschaften wegen Veruntreuung anzeigte. Der zuständige Kulturminister Erhard Busek verweigerte jedoch – aus Budgetgründen – die Neuvergabe des alten Preises.
Von 1991 bis 1993 wurde ein von der Hamburger Alfred Toepfer Stiftung F.V.S. zur Verfügung gestellter Kultur- und Literaturpreis für herausragende Leistungen, vornehmlich auf dem Gebiet des österreichischen Geisteslebens, durch die Universität Wien verliehen. Dieser Preis war sowohl aufgrund der großdeutschen Vergangenheit des Stifters als auch wegen der den Nationalsozialismus verherrlichenden Gedichte der Jurorin Gertrud Fussenegger im Jahr 1991 Anlass für heftige Kritik in Österreich. 1992 konnte der Preisträger Hans Lebert gesundheitsbedingt nicht an der Verleihung teilnehmen, er ließ jedoch den Burgschauspieler Wolfgang Gasser seine Rede verlesen, eine geharnischte Abrechnung mit der großdeutschen Ideologie des Stifters. Der deutsche Botschafter Philipp Jenninger verließ empört den Saal.
1993 vergaben Anonyme Aktionisten rund siebenundzwanzig Grillparzer-Preise an fast alle namhaften Autoren Österreichs, indem sie einerseits namens der Universität Wien Telegramme an die fiktiven Preisträger und zugleich gefälschte Preisverleihungsbekanntgaben an die Medien verschickten, an jede Zeitung einen anderen Preisträger. Eine Vielzahl von Fehlmeldungen war die Folge, zahlreiche Schriftsteller freuten sich über die irrige Vergabe und nahmen den Preis an. Tatsächlicher Preisträger des Toepfer’schen Grillparzer-Preises war der damals schon von Vergesslichkeit gezeichnete Albert Drach, der den Preis unter massivem Polizeischutz tatsächlich erhielt und auch annahm. Daraufhin wurde der Preis eingestellt.

## Preisträger der Hamburger Toepfer-Stiftung
Der von Alfred Toepfer gestiftete Preis wurde für  herausragende Leistungen vornehmlich auf dem Gebiet des österreichischen Geisteslebens vergeben. Der durch die Alfred Toepfer Stiftung F. V. S. zur Verfügung gestellte Preis wurde von der Universität Wien verliehen.
Erhalten haben diesen Preis:
- 1991 Peter Handke
- 1992 Hans Lebert
- 1993 Albert Drach

## Preisträger der Anonymen Aktionisten
- 1993 Albert Drach, Wolfgang Bauer, Elfriede Jelinek, Robert Menasse, Hermes Phettberg, Oswald Wiener und viele andere